# Helmuth Pirath
Helmuth Pirath (...) è un fotografo tedesco, vincitore del World Press Photo of the Year 1956.
La fotografia vincitrice ritrae un prigioniero tedesco della seconda guerra mondiale, liberato dall'Unione Sovietica riunito con la figlia, che non lo vedeva sin dall'infanzia.